# 杨宏禹
杨宏禹（1924年—），男，河南内乡人，中国科学社会主义学家，曾任华中师范大学教授、博士生导师。